# رافائل اولیویرا
رافائل اولیویرا (انگلیسی: Raphael Oliveira) با نام کامل رافائل ویرا دِاولیویرا (متولد ۱۴ ژوئن ۱۹۷۹) بازیکن والیبال اهل برزیل، عضو تیم ملی برزیل و تیم فونویک است.